# Trimorphus
Trimorphus — подрод рода жужелиц из подсемейства  Harpalinae (или Pterostichinae).

## Описание
Жужелицы длиной от 4 до 6 мм.